# Rio Coyolate
Rio Coyolate é um rio centro-americano da Guatemala.